# مداشير (تازروت)
مداشير هي إحدى مشيخات المملكة المغربية، تتبع جغرافيا لإقليم العرائش وإداريًا لتازروت. يقدر عدد سكانها بـ 2380 نسمة حسب الإحصاء الرسمي للسكان والسكنى لسنة 2004.